# ملعب خوسيه ريكو بيريز
ملعب خوسيه ريكو بيريز هو ملعب متعدد الاستخدام في أليكانتي، إسبانيا. غالباً ما يتم استخدامه لمباريات كرة القدم وهو الملعب الرئيسي لنادي إيركوليس. استضاف الملعب عدد من المباريات خلال نهائيات كأس العالم لكرة القدم 1982 التي نظمتها إسبانيا. يسع لجلوس 30,000 شخص. بني الملعب عام 1974.